# Jakob Böhme
Jakob Böhme (ur. 1575 w Starym Zawidowie, zm. 1624 w Görlitz) – niemiecki filozof i działacz religijny; protestancki mistyk i gnostyk. Uważany za pierwszego filozofa piszącego po niemiecku, a nie po łacinie.

## Życiorys
Urodził się w 1575 roku i mieszkał do 1599 w Starym Zawidowie na Górnych Łużycach. Böhme był mistrzem szewskim w Görlitz, niemającym prawie żadnego wykształcenia. Nazywano go fanatycznym szewcem. Czytał na własną rękę Biblię, Paracelsusa i mistykę kabalistyczną, a źródłem swych pism uczynił własne wizje rzeczywistości duchowej. Pierwszą taką wizję miał w 1600 roku, drugą w 1610. Wierzył, że poprzez te wizje jest lepiej predestynowany, by rozumieć związki między Bogiem i człowiekiem.
W dziele Aurora, czyli Jutrzenka o poranku (Aurora oder Morgenröte im Aufgang, 1612) starał się wyjaśnić problem występowania zła, zakładając istnienie tzw. negatywnej zasady u Boga; podobnie jak światło nie może przejawić się bez ciemności tak i Bóg, według Böhmego, nie może istnieć bez posiadania w swej istocie przeciwieństwa dobra.
W 1613 roku prześladowany przez protestanckie władze duchowne i świeckie Görlitz otrzymał zakaz dalszego pisania. Wspomniał o tym w Theosophische Sendbriefe: „Kiedy jednak usprawiedliwiałem się przed ministerium (urzędem pastora) i przedstawiałem moje racje, Pan Primarius zobowiązał mnie, bym zaprzestał pisania, na co się zgodziłem; wtedy jednak jeszcze nie rozumiałem drogi Bożej, czego Bóg chciał ode mnie.”. Był pierwszym filozofem piszącym w języku niemieckim i swym Philosophus Theutonicus wywarł duży wpływ na rozwój niemieckiej mistyki oraz XIX-wiecznych romantyków (m.in. Adama Mickiewicza, a także Hegla). Uważany jest za ojca nowoczesnego gnostycyzmu.
W roku śmierci Böhme przebywał na zamku Świny koło Bolkowa, gdzie napisał w marcu Posłanie do spragnionej i głodnej duszy, a jesienią na polecenie właściciela zamku Jana Zygmunta von Schweinichen rozpoczął niedokończoną już pracę 177 pytań teozoficznych oraz 13 odpowiedzi. Część ostatniego roku życia spędził też na wygnaniu w Dreźnie. Do Görlitz powrócił krótko przed śmiercią. Ostatnie słowa jakie Böhme wypowiedział przed śmiercią brzmiały: „Teraz pójdę do raju”. Wiemy to z dokładnego opisu krzyża użytego w czasie pogrzebu Böhmego pozostawionego przez miłośnika jego dzieł, szlachcica niemieckiego Abrahama von Franckenberg, na którym te słowa zostały wypisane.

## Twórczość
Większość dzieł Böhmego była czytana w rękopisach pochodzących albo od samego autora, albo kopiowanych przez jego miłośników w całych Niemczech, z którymi filozof prowadził ożywioną korespondencję. Przepisywanie jego tekstów spowodowało zarzuty, jakoby nie był on ich autorem, zwłaszcza że Böhme nie miał żadnego wykształcenia.
Bogaty kupiec amsterdamski – Abraham Willemsz van Beyerland (1568-1648) kolekcjonował od roku 1610 rękopisy Böhmego, przetłumaczył Corpus Hermeticum oraz kilkanaście innych jego prac na niderlandzki, skatalogował i uporządkował jego teksty. Dlatego pierwsze zebrane wydanie dzieł tego mistyka ukazało się po niderlandzku w Amsterdamie w 1643 roku, podczas gdy pierwsze wydanie niemieckie Gesamtausgabe ukazało się dopiero w 1682 roku. Beyerland wydał drukiem ponad dwadzieścia prac Jakoba Böhmego, w tym trzy w ich niemieckim oryginale, m.in. Aurorę (1634). Pracę jego kontynuował po śmierci Beyerlanda dyplomata holenderski Michael Le Blon.

### Aurora i inne dzieła
Dwanaście lat po wizji, którą miał w 1600 roku Böhme rozpoczął pracę nad swoją pierwszą książką Aurora, czyli Jutrzenka o poranku (niem. Die Morgenroete im Aufgang). Ostatecznie jeden z przyjaciół autora nadał książce tytuł Aurora; Böhme jednak pisał ją wyłącznie na własny użytek. Nigdy jej nie ukończył. Aurora znalazła się w posiadaniu Karla von Endera, arystokraty, który powielił książkę i zaczął ją rozprowadzać. Jeden z egzemplarzy trafił w ręce Gregoriusa Richtera, pastora z Görlitz, który uznał Aurorę za herezję i zagroził Böhmemu banicją, jeżeli ten nie zaprzestanie pisania. W rezultacie przez kilka następnych lat Böhme nie stworzył żadnego nowego dzieła; za namową przyjaciół, którzy przeczytali Aurorę, Jakob powrócił do pisania w roku 1618. Ukończenie drugiej książki zajęło mu dwa lata. Zapoczątkowało to powstanie wielu innych traktatów, które kopiowano ręcznie i rozpowszechniano wśród przyjaciół autora. W roku 1622 Böhme napisał kilka krótkich utworów, które zostały w późniejszym czasie zamieszczone w jego pierwszej książce wydanej 1 stycznia 1624 roku pod nazwą Droga do Chrystusa (niem. Der Weg zu Christo).
Publikacja tej książki wywołała kolejny skandal. W związku ze skargami ze strony duchowieństwa 26 marca 1624 roku Böhmego wezwano przed oblicze Rady Miejskiej. Sprawozdanie ze spotkania brzmiało następująco:
„Jakob Böhme, szewc i zaciekły entuzjasta, oświadcza, że jest autorem książki Do Życia Wiecznego, ale zaznacza, że nie ma nic wspólnego z jej wydaniem. Osobą za to odpowiedzialną jest Sigismund von Schweinitz, arystokrata. Rada zażądała od niego opuszczenia miasta; w przeciwnym razie Książę Elekt zostanie powiadomiony o zaistniałej sytuacji. Zaraz potem Böhme zobowiązał się do niezwłocznego wyjazdu z miasta”.
8 lub 9 maja 1624 roku Böhme wyjechał do Drezna na dwa miesiące. Przez ten czas mieszkał u pewnego lekarza sądowego. Jakob został zaakceptowany przez drezdeńską arystokrację i środowisko duchowne. Tamtejsi klerycy i profesorowie docenili talent Böhmego. To właśnie oni podczas przesłuchania mającego miejsce w maju 1624 roku zachęcili go do tego, aby pojechał do swojej rodziny do Görlitz. W czasie, gdy Böhme był z dala od domu, jego rodzina musiała się zmierzyć z piekłem wojny trzydziestoletniej.
Po powrocie do domu Böhme przyjął zaproszenie od von Schweinitza, który zaproponował mu przyjazd do swojej posiadłości na wsi. W czasie pobytu poza miastem Böhme rozpoczął pracę nad swoją ostatnią książką, 177 pytań teozoficznych. Niestety, Jakob zapadł na nieuleczalną chorobę (o podłożu jelitowym), z powodu której 7 listopada zmuszony był powrócić do domu. Gregorius Richter, adwersarz Böhmego z Görlitz, zmarł w sierpniu 1624 roku. Mimo tego, że w tym czasie Böhme był daleko, duchowny wciąż miał się na baczności. Gdy pisarz chciał przyjąć Najświętszy Sakrament, musiał wcześniej odpowiedzieć na długą listę pytań. Jakob Böhme zmarł mniej więcej w połowie listopada 1624 roku.
W tak krótkim czasie Böhme napisał niezliczoną ilość dzieł, w tym utwory będące jego chlubą – O znaczeniu rzeczy i Wielkie Misterium. Pisarz ten dał również początek nurtowi, który rozpowszechnił się w całej Europie. Jego zwolennicy znani byli jako behmeniści.
Główny pastor Görlitz Gregorius Richter – syn czołowego antagonisty Böhmego – stworzył zbiór wybranych dzieł autora, które w roku 1682 dzięki pomocy Coenraada van Beuningena zostały wydane w Amsterdamie. Pełny zbiór wszystkich dzieł Jakoba Böhmego doczekał się pierwszej publikacji dopiero w roku 1730.

### Teologia
Głównym tematem dzieł Böhmego była natura grzechu, zła i odkupienia. Zgodnie z teologią luterańską Böhme głosił, że ludzkość wyrzekła się łaski bożej na rzecz grzechu i cierpienia oraz że siły zła, do których zaliczają się także anioły, zbuntowały się przeciwko Bogu, a celem Boga było przywrócenie świata w stan łaski.
Istnieją poważne odstępstwa od przyjętej teologii protestanckiej, takie jak odrzucenie sola fide (tylko wiara) i sola gratia (tylko łaska), na co wskazuje fragment jednego z dzieł Böhmego Droga do Chrystusa:
„A on rzeknie na to, mam Wolę i chciałbym czynić dobro, ale to ziemskie Wcielenie, które muszę dźwigać wciąż mnie od tego odwodzi, więc czynić tego nie mogę; wszakże na Chwałę Boga, Łaska powinna mnie ocalić. Jego Odwaga i Cierpienie daje mi ukojenie; choć brak mi własnej Odwagi to On obdarzy mnie łaską i wybaczy mi moje Grzechy. On jeden, powiadam, jest niczym Człowiek, który wie, jaki Pokarm jest dobry dla jego Zdrowia, zamiast nim żywi się Trucizną, która z pewnością da początek Chorobie i Śmierci”.
Inny aspekt w którym Böhme może odstępować od przyjętej teologii (chociaż była to kwestia nierozstrzygnięta z powodu jego niejasnego i proroczego stylu) można znaleźć w jego opisie Upadku jako stanu nieodłącznego od ewolucji Wszechświata. Trudności w jego teologii przysparza fakt, iż posiadał on mistyczne wizje, które wielokrotnie interpretował i formułował na nowo. Według F. von Ingena Böhme wierzył, że w celu zbliżenia się do Boga człowiek musi najpierw przejść przez piekło. Bóg istnieje poza czasem i przestrzenią, odradza się przez wieczność, tak więc Böhme powtórnie przedstawia Trójcę jako realnie istniejącą, lecz zgodną z interpretacją przedstawioną w jego powieści. Bóg Ojciec jest ogniem, który dał życie swojemu synowi, zwanemu przez Böhmego światłem. Duch Święty jest żyjącym prawem lub życiem bożym.

Böhme nie twierdził, że Bóg postrzega zło jako coś pożądanego, niezbędnego, lub też część woli bożej, dzięki której zapanuje dobro. W jego Opisie troistego życia człowieka pada stwierdzenie, że „zgodnie z porządkiem natury ze złej rzeczy nie może narodzić się rzecz dobra, lecz zła rzecz może wytworzyć następną”. Böhme nie wierzy w istnienie boskiego zwierzchnictwa lub metafizyczną wrodzoną potrzebę zła i jej wpływ na kolej rzeczy. Dr John Pordage, interpretator Böhmego, napisał, że: „Jacob Behme [sic] od zawsze przypisuje zło odwiecznej naturze, rozważa je przez pryzmat upadku człowieka zainicjowanego upadkiem Lucyfera…”. Zło postrzegane jest jako „nieporządek, bunt, wypaczenie w dążeniu do uczynienia ducha sługą natury”, będące wypaczeniem początkowego porządku bożego. 

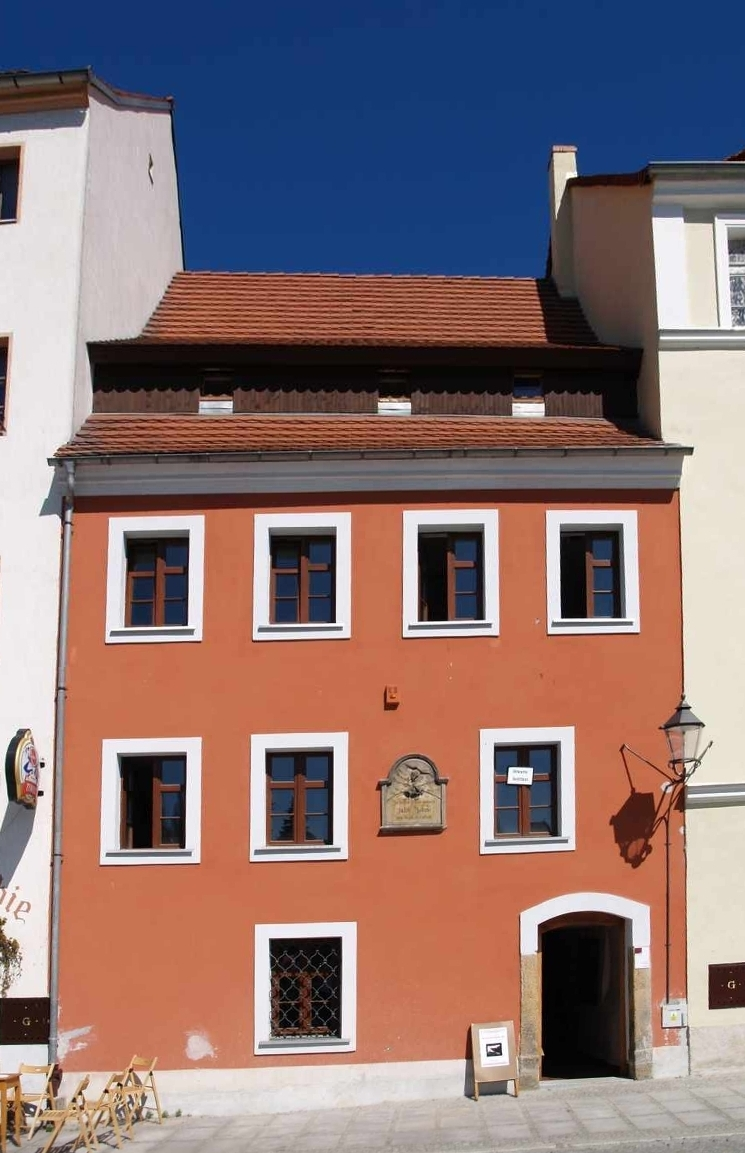
Dom Jakoba Böhme w Zgorzelcu, gdzie żył w latach 1590-1620

### Kosmologia
W jednej z interpretacji kosmologii stworzonej przez Böhmego odejście ludzkości od Boga było nieuniknione, a pierwotne wspólnoty musiały poddać się zróżnicowaniu, pragnieniu i konfliktowi – zupełnie jak w buncie Szatana, rozdzieleniu Adama i Ewy i nabywaniu przez nich wiedzy na temat dobra i zła – w celu stworzenia ewolucji nowego stanu harmonii odkupienia, który byłby doskonalszy od pierwotnego stanu niewinności, co z kolei pozwoliłoby Bogu na osiągnięcie nowej samoświadomości poprzez wzajemne interakcje z aktem tworzenia będącego zarówno jego częścią, jak i czymś zupełnie odrębnym. Wolna wola stała się największym darem, jaki ludzkość otrzymała od Boga. To dzięki niej możemy szukać łaski bożej będącej przemyślanym wyborem, pozostając jednocześnie zwykłymi ludźmi.
Böhme nie postrzegał inkarnacji Chrystusa jako składania ofiary w celu odkupienia ludzkiego grzechu, ale jako ofiarę miłości względem ludzkości, ukazującą bożą wolę do przyjęcia na siebie cierpienia będącego nieodłączną częścią aktu tworzenia. Wierzył również, że inkarnacja Chrystusa niosła ze sobą przesłanie mówiące o tym, że nowy stan harmonii jest prawdopodobny. To stwierdzenie nieco różniło się od luterańskich nauk, a jego teoria, że Bóg mógłby być w jakiś sposób niecałkowity bez stworzenia oraz nacisk Böhmego na wiarę i samoświadomość były jeszcze bardziej kontrowersyjne niż całkowite stosowanie się do dogmatu lub świętej księgi.

### Antropologia
Istotną częścią myśli filozoficznej Jakoba Böhmego jest filozofia erotyczna, związana ściśle z koncepcją natury ludzkiej . Antropologia Böhmego głosi androgyniczną naturę człowieka, która obejmuje zasadę męską i żeńską. Böhme komentując Księgę Rodzaju, w Mysterium Magnum pokazuje poszczególne etapy rozwoju człowieka:

Adam był mężczyzną, a także niewiastą […]. Miał on w sobie tynktury ognia i światłości, w której to koniunkcji miłość własna była jako dziewicze centrum.

Czyli posiadał przymioty ziemskie, jak również obraz Boga i Jego atrybuty. Sen ogarniający Adama postrzegany jest przez Böhmego jako punkt kulminacyjny utraty męsko-żeńskiej natury praczłowieka.

### Poglądy Maryjne
Böhme wierzył, że Syn Boży stał się człowiekiem poprzez Maryję Dziewicę. W przeciwieństwie do Lutra Böhme zajmuje się raczej ludzką naturą Maryi niż zagadnieniami dogmatycznymi. Jak wszystkie inne kobiety była ona człowiekiem, a tym samym nie była wolna od grzechu. Dopiero kiedy przepełniony łaską Bóg wybrał ją na matkę swego syna, została ona uznana za wolną od grzechu. Maryja nie poruszyła Słowa, to Słowo poruszyło Maryję. To właśnie dlatego Böhme tłumaczy, że cała jej łaska pochodzi od Boga. Maryja jest ‘błogosławiona między niewiastami’ nie z powodu swoich kwalifikacji, ale z powodu swojej pokory. Maryja jest narzędziem Boga, przykładem na to, co Bóg potrafi uczynić: Po wieki nie zostanie zapomniane, że Bóg stał się w niej człowiekiem.
Böhme – w przeciwieństwie do Lutra – nie wierzy, że Maryja była Wieczną Dziewicą. Jej dziewictwo po urodzeniu Chrystusa jest zdaniem Böhmego nierealistyczne. Prawdziwym zbawieniem jest Chrystus, nie Maryja. Znaczenie Maryi, która jest takim człowiekiem jak każdy z nas jest takie, że urodziła Chrystusa jako istotę ludzka. Według Böhme, jeżeli Maryja nie byłaby człowiekiem, Chrystus byłby nam obcy, nie byłby bratem. Chrystus musi dojrzeć w nas tak samo, jak to uczynił w Maryi. Została ona błogosławiona poprzez zaakceptowanie Chrystusa. W odrodzonym chrześcijaninie – tak jak w Maryi – wszystko co doczesne ulatnia się. Tylko to, co pochodzi z niebios pozostaje wieczne. Charakterystyczny dla Böhmego język teologiczny, obejmujący ogień, światło i ducha, przenika do jego teologii i poglądów maryjnych, nie odrywając przy tym uwagi od faktu, że jego punktem wyjścia jest luteranizm, z jednym tylko wyjątkiem – dziewictwem Maryi, gdzie jego punkt widzenia jest bardziej doczesny.

### Wpływy
Pomimo tego, że w swoich dziełach Böhme kierował się zarówno poglądami twórców neoplatońskich, jak i alchemicznych, takich jak Paracelsus, pozostał on wierny tradycji chrześcijańskiej. To właśnie on wywarł duży wpływ na ruch antyautorytarny i mistyczny, tj. Kwakrów, Filadelfijczyków, Gichtelian, Towarzystwo Kobiet w Dziczy, Wspólnotę Efrata, Społeczeństwo Harmonii, Separatystów z Zoar, Martinizm oraz Teozofię Chrześcijańską. Uczeń, a zarazem mentor Böhmego, legnicki lekarz Balthazar Walther, który podróżował do Ziemi Świętej w poszukiwaniu magicznej, kabalistycznej i alchemicznej mądrości przyczynił się do wdrożenia kabalistycznych idei do myśli Böhmego. Twórczość Jakoba była także inspiracją dla wyznawców niemieckiej filozofii romantycznej, w szczególności dla Schellinga. Z kolei w swoim traktacie Kosmiczna Świadomość (1901), Richard Bucke zwraca uwagę na głębię jego duchowego oświecenia, które to ukazało Böhmemu ostateczną tożsamość lub też jedność pomiędzy ludźmi a Bogiem. Böhme wywarł także duży wpływ na Williama Blake’a, angielskiego poetę romantycznego, artystę oraz mistyka.
Kiedy sztuka wyłania się całkowicie ze stworzenia [człowieka] i staje się niczym zarówno dla natury, jak i stworzenia, wtedy jest ona tą nieskończoną, która jest Bogiem i wtedy to Ty powinieneś dostrzec i poczuć najwyższą cnotę miłości. Także, jak powiedziałem, ktokolwiek ją znajdzie ten nie znajdzie niczego, a zarazem znajdzie wszystko; prawdą jest również to, że ten, kto znajdzie nadnaturalną, ponadzmysłową, bezdenną Otchłań, w której zamieszkać nie będzie mu dane; i nie znajdzie on niczego, co jest podobne do tego, a zatem może być porównane do niczego, ponieważ jest głębsze niż cokolwiek innego i jest jak nic dla innych rzeczy, dlatego też nie jest łatwe do zrozumienia; a ponieważ jest niczym jest to wolne od innych rzeczy, a jest tylko Dobrem, którego człowiek nie może wyrazić lub stwierdzić czym ono jest. Na koniec powiem, iż prawdą jest również to, że ten, który to znajdzie, znajdzie wszystkie rzeczy; będzie to początkiem wszystkiego, a także będzie tym początkiem rządziło. Jeśli to znajdziesz, posiądziesz wszystko to, od czego wszystko inne się zaczyna i trwa, więc sztuka jest królem całego dzieła Bożego. [Droga do Chrystusa, 1623]

## Reakcja
XVII wiek obfitował nie tylko w takie wydarzenia jak rewolucja naukowa, ale był także czasem rewolucji mistycznej w katolicyzmie, protestantyzmie i judaizmie. Böhme oraz niektórzy średniowieczni mistycy byli prekursorami rewolucji protestanckiej. Po publikacji swoich książek w Anglii, Holandii i Niemczech, Böhme stał się ważną osobistością w środowisku intelektualistów w protestanckiej Europie lat 40. i 50. XVII wieku. Był on szczególnie ceniony przez milenarystów, neoplatończyków z Cambridge oraz studentów holenderskich. Jednakże Henry More krytycznie odnosił się do osoby Böhmego twierdząc, że nie jest on prorokiem i nie posiada żadnego szczególnego daru umożliwiającego zrozumienie kwestii metafizycznych. Co więcej, odrzucał on Opera Posthuma autorstwa Spinozy jako powrót do Behmenizmu.
W XVII wieku Böhme był znany w Holandii, Anglii, Francji, Rosji i Ameryce. W wieku XVIII zaczął powoli odchodzić w niepamięć, ale wrócił do łask dzięki zainteresowaniu ze strony niemieckich romantyków, którzy uważali go za prekursora tego ruchu. Poeci, tacy jak Tieck, Novalis i William Blake czerpali inspirację z dzieł Böhmego. Pisarz ten cieszył się również poważaniem wśród niemieckich filozofów: Baadera, Schellinga oraz Schopenhauera. Hegel posunął się do stwierdzenia, że Böhme był „pierwszym niemieckim filozofem”.

## Dzieła
- 1612: Aurora, czyli Jutrzenka o poranku (niedokończone); Euroopera, Görlitz 1998.
- 1618-1919: O trzech zasadach istoty boskiej
- 1620: Opis troistego życia człowieka
- 1620: 40 pytań dotyczących duszy
- 1620: Traktat o wcieleniach:
  - I. O inkarnacji Jezusa Chrystusa
  - II. O męce, śmierci i zmartwychwstaniu Chrystusa
  - III. O drzewie wiary
- 1620: Sześć punktów teozoficznych
- 1620: Misterium Ziemskie i Niebieskie; Instytut Wydawniczy „Rozekruis Pers”, Wieluń 2008
- 1620: O dniach ostatnich
- 1621: O znaczeniu rzeczy
- 1621: O czterech żywiołach
- 1622: O prawdziwej pokucie
- 1622: O prawdziwym pokoju
- 1622: O odrodzeniu
- 1623: O przeznaczeniu
- 1623: Krótkie compendium o pokucie
- 1623: Wielkie Misterium
- 1623: Tablice objawienia boskiego lub wystawienie troistego świata
- 1624: Ponadzmysłowe życie
- 1624: O boskim rozmyślaniu lub wizji (niedokończone)
- 1624: O Testamencie Chrystusa
  - I. Chrzest
  - II. Wieczerza
- 1624: O iluminacji
- 1624: 177 pytań teozoficznych oraz 13 odpowiedzi (niedokończone)
- 1624: Streszczenie Wielkiego Misterium
- 1624: Wielki Tydzień lub modlitewnik (niedokończone)
- 1624: Tablice trzech zasad
- 1624: O dniu sądu ostatecznego (zgubione)
- 1624: Clavis
- 1618-1624: 62 listy teozoficzne
- Okólniki Teozoficzne, Euroopera, Zgorzelec 2005.
- Ponowne narodziny. Wyd. Brama, Poznań, 1993
- Zdania i uwagi z dzieł Jakuba Boehme, Anioła Szlązaka i Saint-Martina. (oprac. Adam Mickiewicz). Paryż, s.n., 2003

## Upamiętnienie
W Zgorzelcu, przy nadbrzeżu Nysy Łużyckiej, zachował się dom w którym mieszkał Böhme. Został on odnowiony, obecnie w budynku znajduje się wystawa o Jakobie Böhme oraz Informacja Turystyczna prowadzona przez Dolnośląską Organizację Turystyczną.
Jakob Böhme był tematem filmów, między innymi:
- Jakob Böhme – życie i twórczość, film dokumentalny w reżyserii Łukasza Chwałko. Premiera odbyła się 4 czerwca 2016 w Zgorzelcu[29][30]
- Morgenröte im Aufgang – Hommage à Jacob Böhme, niemiecki film w reżyserii Maxa Hoppa, Jana Korthäuera i Klausa Weingartena. Premiera odbyła się 15 maja 2015 w teatrze im. Gerharta Hauptmanna w Görlitz[31].

Zafascynowany postacią Boehmego jest Nicolas Cage, który w styczniu 2006 roku gościł w Zgorzelcu i Görlitz.